# Иверия
Вижте пояснителната страница за други значения на Иберия.
Царство Иверия, Иберия, или Картли (на грузински: იბერია; на латински: Iberia или Iberi и на гръцки: Ἰβηρία) е име, дадено от древните гърци и римляни на грузинското царство в областта Картли от периода 4 век пр.н.е.-5 век, което е разположено приблизително в източните и южни части на днешна Грузия. Това наименование се среща и като „Иберия“, но тогава съвпада с гръцкото наименование за трите римски провинции: Хиспания Тараконенсис (Hispania Tarraconensis), Хиспания Бетика (Hispania Baetica) и Лузитания (Lusitania), обхващащи днес териториите на днешна Испания, Португалия, Андора и Гибралтар. Поради това, налага се да се ползва наименованието „Кавказка Иберия“ или „Иверия (Ивирия)“, срещано в старата славяноезична литература.

## История
В края на 4 век и началото на 3 век до н.е. на територията на Иверия се образува държава. Част от обединените в общини земеделци са свободно население, други са подчинени на царския род и знатните. Трудът на робите-военнопленници се е прилагал в строителството и дворцовото стопанство. Столица на Иверия е Мцхета. В нея и другите градове на страната са развити занаятчийството и търговията. В началото на нашата ера в Иверия се ползват гръцката и арамейска писменост.

### Арменско управление
От 93 г. преди н.е. Иверия се управлява от арменския принц Аршак I, който основава Аршакидската династия. През 4 век в Иверия се развиват феодалните отношения, а в 337 г. християнството е обявено за държавна религия.

### Персийско управление
В края на 6 век Иверия е подчинена на Персия. Тежките налози, с които са били обложени жителите на страната, предизвикват въстание срещу завоевателите, което се ръководи от царя на Иверия – Вахтанг I. Това въстание не е успешно и персите ликвидират царската институция и превръщат Иверия в своя провинция.

### Арабско управление
През 8 – 9 век Иверия влиза в състава на Емирата Армения, създаден от арабите, със столица арменския град Двин.
Тук в началото на 9 век областта Тайк (на арменски) или Тао (на грузински) е завладяна от управляващия съседната област Кларджети – Ашот I Велики (поч.826 г.), който и основава Кларджетското княжество. От началото на 11 век областта Тао/Тайк е включена в състава на византийската област Иверия.

### Византийско управление
От 1000 г. част от Иверия е византийска област (тема) с център гр. Теодосиуполис (Карин), която впоследствие е обединена със завладяното от Византия арменско княжество Ани (1045 г.) и образува византийска област, наричана също „Иверия – Армения“ или „Иверия – Ани“ с център град Ани. Тази византийска област, с преобладаващо арменско население, не се разпада след превзимането на град Ани (1064 г.) от селджуците, но центърът ѝ се премества обратно в Теодосиуполис. По-късно, когато княжеството Карс е анексирано от Византия (1065 г.), то е присъединено към Иверия. Византийската област Иверия продължава да съществува даже след известната битка при Манзикерт (1071 г.) до 1074 г., когато град Карс се прехвърля по договореност от Византия на Грузия.

### Турско и грузинско управление
Днес град Карс се намира в Турция. Руините на арменския град Ани се намират в турската област Карс в непосредствена близост с границата на Армения, т.е. византийската област Иверия в по-голямата си част се намира в Турция, докато територията на древна Иверия – предимно в Грузия (областите Долна и Вътрешна Картли).